# Balázs Béla (csillagász)
Balázs Béla (Rákoshegy, 1935. május 4. – Budapest, 2021. február 26.) magyar csillagász, egyetemi tanár.
A magyarországi csillagászat meghatározó alakja; 1968 és 1992 között több mint húsz évig az ELTE Csillagászati Tanszékének vezetője. 
Egyetemi professzorként csillagászok generációit tanította; a nyolcvanas évek közepén hat évig a Bécsi Egyetemen is oktatott.
Számos magyar és angol nyelvű ismeretterjesztő könyv és kiadvány szerzője. Legjelentősebb munkái közé tartozik a társszerzőként és szerkesztőként jegyzett, angol nyelven íródott háromkötetes csillagászati alapmű, a Csillaghalmazok és csillagtársulások katalógusa (Catalogue of Star Clusters and Associations), amelyet a világ szinte minden csillagászati obszervatóriumában használnak.
Munkásságát sok egyéb kitüntetés mellett 2004-ben Szent-Györgyi Albert-díjjal is elismerték.
Tagja volt a Nemzetközi Csillagászati Uniónak [IAU], az Európai Fizikai Társulatnak [EPS], a német Csillagászati Társaságnak [AG] és a Nemzetközi Asztronautikai Akadémiának [IAA]. A kilencvenes évek elején tanácsosként öt éven keresztül vezette a bécsi Collegium Hungaricumot.
Öccse, Balázs Lajos ugyancsak csillagász.

## Főbb művei
- Balázs Béla–Marik Miklós: Csillagászat; Tankönyvkiadó, Bp., 1967
- Balázs Béla–Marik Miklós: A csillagászat elemei; Tankönyvkiadó, Bp., 1970
- Csillagászattörténet. Életrajzi lexikon A-Z; szerk. Balázs Béla, Bartha Lajos, Marik Miklós; TIT, Bp., 1982
- Star clusters and associations; szerk. Balázs Béla, Szécsényi-Nagy Gábor; ELTE–Konkoly Obszervatórium, Bp., 1986 (Publications of the Astronomy Department of the Eötvös University)